# Aethaloessa rufula
Aethaloessa rufula is een vlinder uit de familie van de grasmotten (Crambidae). De wetenschappelijke naam van deze soort is voor het eerst voorgesteld door Paul Ernest Sutton Whalley in een publicatie uit 1961.
De soort komt voor op de Solomonseilanden.